# Volo British European Airways 548
Il volo British European Airways 548 era un volo di linea tra l'aeroporto di Londra-Heathrow e l'aeroporto di Bruxelles-National operato da British European Airways. Il 18 giugno 1972 l'Hawker Siddeley Trident che operava il volo precipitò nei pressi di Staines (Surrey, Inghilterra) causando la morte di tutti i 112 passeggeri e dei 6 membri dell'equipaggio. L'incidente, noto anche come disastro di Staines, risulta il più grave occorso a questo tipo di aeromobile e il secondo più grave nel Regno Unito dopo il volo Pan Am 103.
L'aereo ha subito uno stallo profondo nel terzo minuto di volo e si è schiantato al suolo, mancando per un soffio una strada principale trafficata. L'inchiesta pubblica ha principalmente incolpato il capitano per non aver mantenuto la velocità e non aver configurato correttamente gli ipersostentatori. Si citavano anche le condizioni cardiache del capitano e la limitata esperienza del copilota, pur rilevando un non meglio specificato "problema tecnico" che l'equipaggio avrebbe risolto prima del decollo.
L'incidente è avvenuto sullo sfondo di uno sciopero dei piloti che aveva suscitato malumori tra i membri dell'equipaggio. Lo sciopero aveva anche interrotto i servizi, facendo sì che il volo 548 fosse caricato con il peso massimo consentito. Le raccomandazioni dell'inchiesta hanno portato all'installazione obbligatoria di registratori vocali nella cabina di pilotaggio sugli aerei di linea registrati in Gran Bretagna. Un'altra raccomandazione riguardava una maggiore cautela prima di consentire ai membri dell'equipaggio fuori servizio di occupare i posti in cabina di pilotaggio. Alcuni osservatori hanno ritenuto che l'inchiesta fosse indebitamente sbilanciata a favore dei produttori dell'aereo.

## Contesto di relazioni industriali
Per il 19 giugno 1972 la International Federation of Air Line Pilots' Associations, un'associazione mondiale che raccoglie associazioni nazionali di piloti, proclamò uno sciopero globale del personale di volo per protesta contro i numerosi dirottamenti aerei verificatisi all'inizio degli anni '70; a causa dello sciopero molti viaggiatori anticiparono o posticiparono il proprio viaggio e di conseguenza il volo BEA 548 risultò pieno.
La BALPA era anche coinvolta in una controversia sindacale con la BEA su retribuzioni e condizioni. La disputa fu controversa, i favorevoli erano soprattutto i piloti più giovani, mentre i contrari erano soprattutto i piloti più anziani. Un gruppo di ventidue copiloti di Trident della BEA noti come supervisory first officer (SFO) erano già in sciopero, citando il loro basso status e l'elevato carico di lavoro. Per aiutare ad addestrare i copiloti appena qualificati, agli SFO è stato detto di occupare solo il terzo posto della cabina di pilotaggio del Trident come "P3", gestendo i sistemi dell'aereo e aiutando il capitano (noto come "P1" sulla flotta BEA Trident) e il copilota ("P2") che ha gestito l'aereo. In altre compagnie aeree e aerei, il lavoro di SFO/P3 veniva solitamente svolto da ingegneri di volo. A causa della limitazione al ruolo P3, agli SFO/P3 di BEA Trident è stata negata l'esperienza nella gestione degli aeromobili, il che ha portato alla perdita di retribuzione, cosa di cui si sono risentiti. Inoltre, il loro status portava a un'anomalia regolare: gli SFO/P3 esperti potevano solo assistere mentre i copiloti meno esperti effettivamente pilotavano l'aereo.

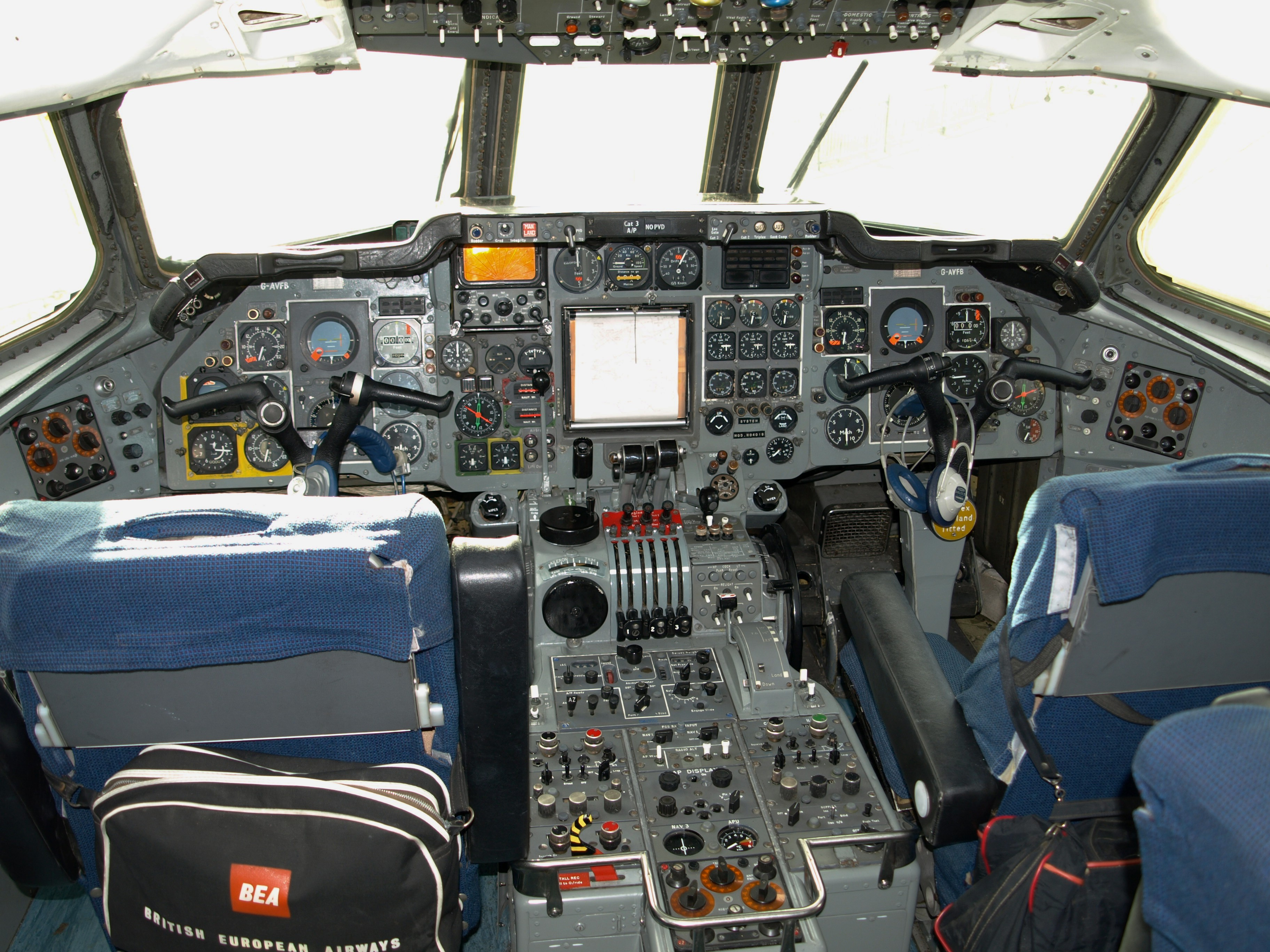
Il ponte di volo di un Hawker Siddeley Trident

### Lo sfogo del Capitano Key
La tensione era arrivata al culmine poco prima dell'incidente. Tre giorni prima, il 15 giugno, un capitano si era lamentato del fatto che il suo copilota inesperto "sarebbe stato inutile in caso di emergenza". Sconvolto, il copilota ha commesso un grave errore alla partenza dall'Aeroporto di Londra Heathrow, abbassando completamente gli ipersostentatori invece che alzandoli. L'errore è stato notato e posto rimedio dall'OFS, che ha segnalato l'evento ai colleghi come esempio di pericolo evitabile. Questo divenne noto tra i piloti BEA come "l'incidente di Dublino".
Un'ora e mezza prima della partenza del volo 548, il suo capitano di ruolo, Stanley Key, un ex pilota della Royal Air Force che aveva prestato servizio durante la seconda guerra mondiale, fu coinvolto in una lite nella sala equipaggio del Queens Building di Heathrow con un primo ufficiale di nome Flavell. L'argomento era la minaccia di sciopero, che Flavell sostenne e Key si oppose. Entrambi i membri dell'equipaggio della cabina di pilotaggio di Key sul volo 548 furono testimoni dell'alterco, e un altro passante descrisse lo sfogo di Key come "la discussione più violenta che avesse mai sentito". Poco dopo Key si scusò con Flavell e la questione sembrò chiusa. Le opinioni anti-sciopero di Key avevano vinto i nemici e graffiti contro di lui erano apparsi sui ponti di volo della BEA Tridents, incluso l'aereo dell'incidente, G-ARPI (Papa India). I graffiti sulla scrivania degli ingegneri di volo di Papa India sono stati analizzati da un esperto di calligrafia per identificare chi lo aveva scritto, ma non è stato possibile determinarlo. L'inchiesta pubblica ha scoperto che nessuno dei graffiti era stato scritto dai membri dell'equipaggio del volo 548 il giorno dell'incidente.

## Contesto operativo

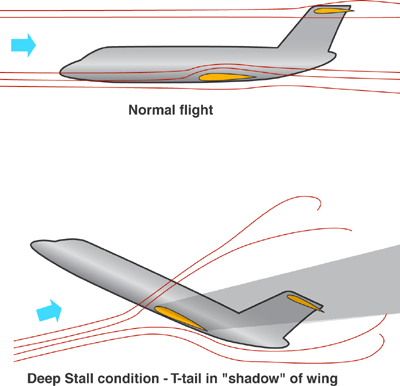
Rappresentazione grafica della condizione di superstallo

L'aereo che operava il volo 548 era un aereo di linea trimotore Hawker Siddeley Trident Serie 1 a corto e medio raggio. Questo particolare Trident (s/n 2109) era uno dei ventiquattro de Havilland D.H.121 (il nome "Trident" non fu introdotto fino al settembre 1960) ordinati dalla BEA nel 1959 e furono registrati presso la società nel 1961 come G-ARPI. Al momento del primo volo di Papa India il 14 aprile 1964, de Havilland aveva perso la propria identità separata sotto Hawker Siddeley Aviation e l'aereo fu consegnato alla BEA il 2 maggio 1964. Il Trident I era equipaggiato con tre ipersostentatori elevato interconnessi su bordo d'attacco di ciascuna ala: due flap di abbassamento del bordo d'attacco esterni e un flap Krueger sulla sezione più vicina alla fusoliera.
Sebbene tecnicamente avanzato, il Trident (e altri aerei con una disposizione della coda a T) aveva caratteristiche di stallo potenzialmente pericolose. Se la sua velocità relativa fosse insufficiente, e in particolare se i suoi dispositivi di elevata portanza non fossero estesi alle basse velocità tipiche della salita dopo il decollo o dell'avvicinamento all'atterraggio, potrebbe entrare in una condizione di stallo profondo (o "superstallo"), in cui le superfici di controllo della coda diventano inefficaci (come lo sono nella zona di turbolenza dell'ala principale in stallo) da cui il recupero era praticamente impossibile.
Il pericolo venne alla luce per la prima volta in un quasi incidente durante un volo di prova del 1962 quando i piloti de Havilland Peter Bugge e Ron Clear stavano testando le caratteristiche di stallo del Trident inclinando il muso progressivamente più in alto, riducendo così la sua velocità. Il Tridente è entrato in uno stallo profondo dopo aver raggiunto un angolo di attacco critico. Alla fine, è entrato in una vite piatta e sembrava sul punto di schiantarsi, ma un'ala è caduta durante lo stallo e, quando corretta con il timone, l'altra ala è caduta. L'aereo ha continuato a rotolare a destra e a sinistra finché il muso non si è abbassato e l'equipaggio è stato in grado di riprendere il volo normale. L'incidente ha portato il Trident ad essere dotato di un sistema automatico di avviso di stallo noto come "stick shaker" e di un sistema di recupero dello stallo noto come "stick pusher" che abbassava automaticamente l'aereo per aumentare la velocità se l'equipaggio non rispondeva. all'avvertimento.
Questi sistemi sono stati oggetto di un programma di stallo completo, che ha coinvolto circa 3.500 stalli eseguiti da Hawker Siddeley prima che la questione fosse considerata risolta dall'Air Registration Board. I sistemi di avviso di stallo e di recupero tendevano a reagire in modo eccessivo: su dieci attivazioni tra l'entrata in servizio del Trident e il giugno 1972, solo la metà erano autentiche, sebbene nei 6 anni e mezzo precedenti non si fossero verificate false attivazioni quando un aereo era in volo. Quando i piloti del BEA Trident sono stati interrogati in modo informale da un capitano, oltre la metà dei piloti ha affermato che avrebbero disattivato i sistemi di protezione all'attivazione piuttosto che consentire loro di riportare l'aereo in un assetto sicuro. I controlli casuali effettuati dalla compagnia aerea dopo l'incidente hanno dimostrato che non era così; ventuno capitani hanno dichiarato di aver visto i loro copiloti reagire correttamente a qualsiasi avviso di stallo.

### L'incidente di Felthorpe
Il potenziale del Trident di entrare in uno stallo profondo fu evidenziato nello schianto del Trident 1C G-ARPY il 3 giugno 1966 vicino a Felthorpe, Norfolk, durante un volo di prova, con la perdita di tutti e quattro i piloti a bordo. In questo incidente, l'equipaggio aveva deliberatamente spento sia lo scuotitore che lo spingitore come richiesto dal programma del test di stallo, e la causa probabile è stata determinata essere l'incapacità dell'equipaggio di intraprendere un'azione di recupero tempestiva e positiva per contrastare uno stallo imminente. Il Confidential Human Factors Incident Reporting Program (CHIRP), un sistema sperimentale, volontario, anonimo e informale di segnalazione di eventi aerei pericolosi introdotto all'interno della BEA alla fine degli anni '60 (e successivamente adottato dall'Autorità per l'aviazione civile e dalla Federal Aviation Administration), ha portato all'avvenimento di due quasi-incidenti, gli incidenti "Orly" e "Napoli": si trattava di un errore dell'equipaggio di condotta nel primo caso e di un sospetto sulla disposizione di controllo del Trident nel secondo caso.

### L'incidente di Orly (Parigi).
Nel dicembre 1968, il capitano di un Trident 1C in partenza dall'Aeroporto di Orly per Londra cercò di migliorare le prestazioni in salita ritraendo i flap subito dopo il decollo. Questa era una procedura non standard e poco dopo ha anche ritirato i flap di abbassamento del bordo d'attacco. Questa configurazione degli ipersostentatori a bassa velocità avrebbe provocato uno stallo profondo, ma il copilota notò l'errore, aumentò la velocità e estese nuovamente gli flap di abbassamento, e il volo continuò normalmente. L'evento divenne noto come "l'incidente di Parigi" o "l'incidente di Orly" tra lo staff della BEA.

### L'incidente di Napoli

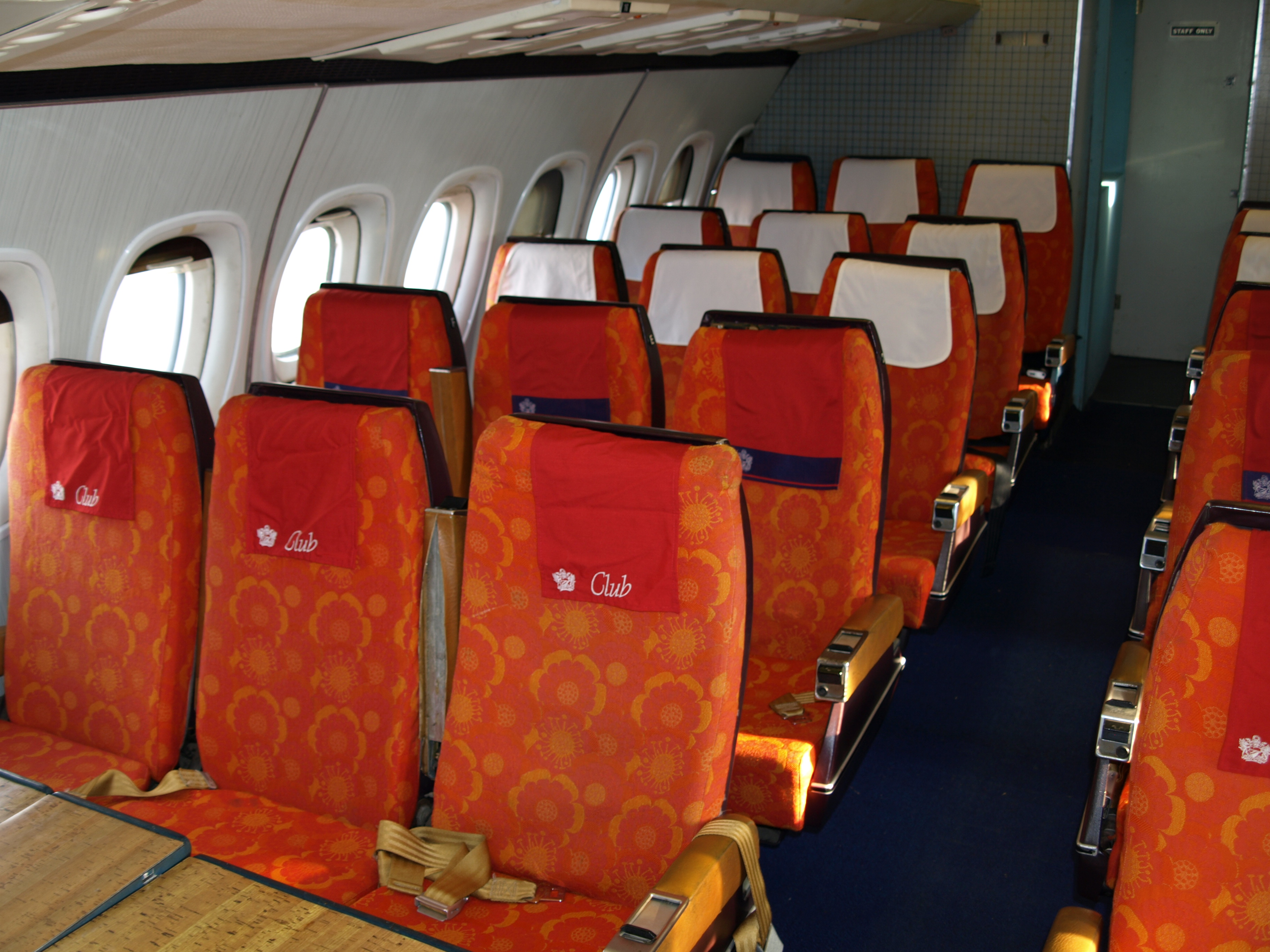
Cabina passeggeri del Trident 2E, G-AVFH

In un ulteriore quasi incidente, un Trident 2E, G-AVFH, mentre si allontanava da Londra Heathrow per Napoli nel maggio 1970, sperimentò quella che secondo il suo equipaggio di volo era stata una retrazione spontanea e non comandata degli slat del bordo anteriore che inizialmente era stata inosservato da nessuno di loro. I sistemi automatici dell'aereo hanno rilevato la perdita di velocità e portanza e hanno emesso due avvisi di stallo. Poiché inizialmente l'equipaggio non ha rilevato nulla di anomalo, ha disattivato il sistema automatico. Nel fare ciò, il primo ufficiale se ne accorse e rimediò immediatamente al problema estendendo nuovamente gli slat retratti e il volo continuò normalmente.
Le indagini sull'evento non hanno riscontrato alcun malfunzionamento meccanico che avrebbe potuto causare la retrazione prematura del dispositivo del bordo anteriore e hanno affermato che l'aereo era "quasi riuscito a rimanere in volo". Si sospettò un possibile difetto di progettazione negli interblocchi di controllo dell'altezza elevata, sebbene questo fosse escluso durante l'inchiesta sullo schianto della Papa India. L'evento divenne noto alla BEA come "Incidente di Napoli" o "Incidente del Foxtrot Hotel" (dopo la registrazione dell'aereo in questione) e fu esaminato durante l'inchiesta sull'incidente. La fusoliera anteriore di questo aereo è conservata ed esposta al pubblico presso il De Havilland Aircraft Heritage Centre, London Colney.

### Precedente incidente a terra che ha coinvolto G-ARPI
Il 3 luglio 1968 si verificò un incidente che colpì il G-ARPI. A causa di un guasto al controllo, un aereo merci Airspeed Ambassador, G-AMAD, deviò dalla pista durante l'atterraggio a Heathrow e colpì il G-ARPI e il suo vicino aereo gemello, G- ARPT, mentre erano parcheggiati liberi vicino al Terminal 1, provocando la morte di sei tra gli otto occupanti del cargo. G-ARPT è stato tagliato in due e danneggiato in modo irreparabile dal punto di vista economico; G-ARPI ha perso la pinna caudale, che è stata riparata per un costo di £ 750.000 (£ 13,8 milioni oggi). Da allora in poi il G-ARPI si è comportato in modo soddisfacente e si ritiene che l'incidente non abbia avuto alcuna influenza sul successivo incidente.
Il G-ARPI subì successivamente alcuni lievi danni al telaio a causa dello scivolamento fuori pista a Basilea durante un atterraggio con vento al traverso il 4 febbraio 1970.

## Equipaggio e passeggeri
L'equipaggio il giorno dell'incidente comprendeva il capitano Stanley Key come P1, il secondo ufficiale Jeremy Keighley come P2 e il secondo ufficiale Simon Ticehurst come P3. Il capitano Key aveva 51 anni e aveva 15.000 ore di volo, di cui 4.000 sui Trident. Keighley aveva 22 anni ed era entrato in linea un mese e mezzo prima, con 29 ore come P2. Ticehurst aveva 24 anni e aveva più di 1.400 ore, di cui 750 su Trident. L'equipaggio di cabina era composto dallo steward senior Frederick Farey, dallo steward Alan Lamb e dall'hostess Jennifer Mowat (il membro dell'equipaggio più giovane del volo, all'età di 19 anni).
Tra i passeggeri c'erano 29 americani, 29 belgi, 28 britannici, 12 irlandesi, quattro sudafricani e tre canadesi. C'era anche un passeggero da ciascuna dell'Africa occidentale francese, dell'India, della Giamaica, dell'America Latina, della Nigeria e della Tailandia. Tra i passeggeri figuravano tra le venticinque e le trenta donne e diversi bambini.

## L'incidente

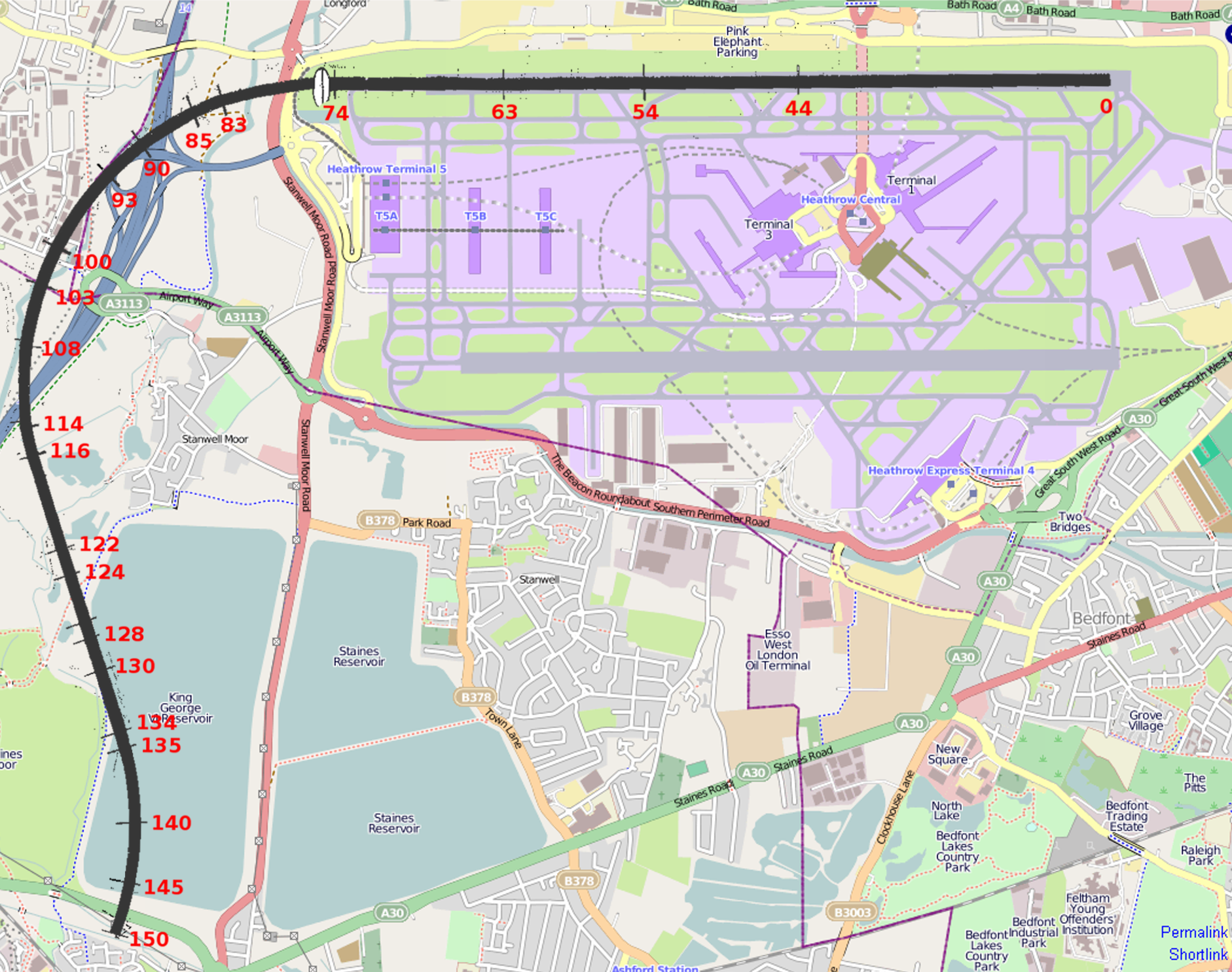
La traiettoria del volo BEA 548; i numeri in rosso indicano il tempo trascorso dall'inizio della corsa di decollo

La partenza, prevista per le 15:45, venne ritardata alle 16.00 con il  pushback, perché si rese necessario rimuovere parte delle merci stivate per ovviare all'imbarco di tre dipendenti di BEA e dei relativi bagagli. Alle 16:03 il Trident ricevette l'autorizzazione al rullaggio per attestarsi sulla pista 27R dell'aeroporto di Heathrow e alle 16:08:30 il permesso per il decollo.

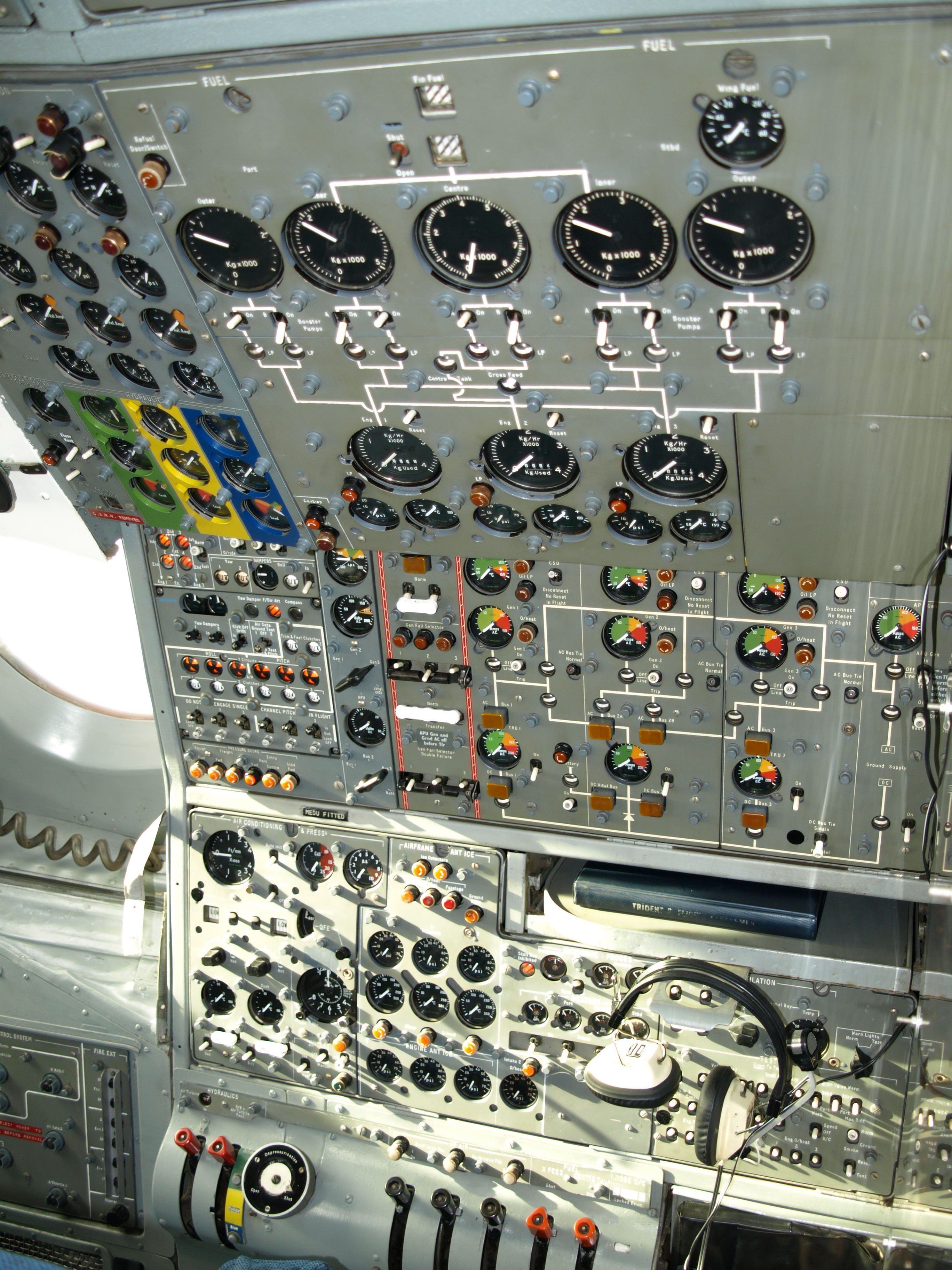
Posizione P3 di un BEA Hawker Siddeley Trident

Il piano di volo prevedeva che, in seguito al decollo, l'aereo avrebbe dovuto compiere una virata a sinistra per dirigersi con prua a 145° verso il non-directional beacon di Epsom. L'aereo iniziò la rotazione 42 secondi dopo il rilascio dei freni in condizioni di vento a 17 nodi proveniente da 210° e pioggia battente, staccandosi dalla pista 2 secondi dopo. A 63 secondi dall'inizio della corsa di decollo, a 355 piedi dal suolo e a 170 nodi, venne inserito il pilota automatico e predisposto il mantenimento della velocità, nonostante la velocità di salita programmata fosse di 177 nodi. Dopo 74 secondi, iniziò la virata per intercettare il radiofaro. Alle 16:10:03 venne ridotta la manetta per rispettare le norme sull'inquinamento acustico e simultaneamente vennero ritratti i flap inizialmente estratti a 20°. Alle 16:10:10 il comandante comunicò di avere superato i 1.500 piedi e venne autorizzato a salire fino a 6.000 piedi.
Alle 16:10:24, mentre l'aereo viaggiava a 162 nodi, vennero ritratti i droop (ipersostentatori simili agli slat e dalla funzione analoga) al di sotto della velocità di stallo, che con i flap retratti è di 225 nodi. Come conseguenza di questa azione si attivarono allarmi acustici di stallo e lo stick shaker accompagnato dall'attivazione dello stick pusher che disinserì il pilota automatico e ridusse l'angolo di incidenza; a causa del trim però l'aereo riprese un assetto cabrato attivando per altre 2 volte lo stick shaker, rispettivamente dopo 124 e 127 secondi dal rilascio dei freni. Dopo la terza attivazione, il sistema venne disattivato da un membro dell'equipaggio. In seguito a questa manovra, l'aereo aumentò rapidamente il proprio angolo di attacco inducendo lo stallo e successivamente il superstallo. Dopo 150 secondi dall'inizio della corsa di decollo, alle 16:11, l'aereo si schiantò al suolo.

### Testimoni oculari e operazioni di salvataggio
C'erano tre testimoni oculari; i fratelli Paul e Trevor Burke, di 9 e 13 anni, che passeggiavano nelle vicinanze, e un automobilista che ha chiamato a casa per telefonare all'aeroporto.
I controllori del traffico aereo non si erano accorti della scomparsa dell'aereo dai radar. I servizi di emergenza si sono accorti dell'incidente solo dopo quindici minuti e non hanno saputo delle circostanze per quasi un'ora. I primi ad arrivare sulla scena sono stati un'infermiera che viveva nelle vicinanze, che era stata allertata dai ragazzi, e l'equipaggio di un'ambulanza che passava di lì. Un passeggero maschio sopravvissuto all'incidente è stato scoperto nella cabina dell'aereo, ma è morto subito dopo l'arrivo all'ospedale di Ashford senza riprendere conoscenza. Anche una giovane ragazza è stata trovata viva ma è morta sul posto; non c'erano altri sopravvissuti. Sul posto sono intervenute complessivamente 30 ambulanze e 25 mezzi dei vigili del fuoco.
Gli automobilisti formavano pesanti ingorghi e quella sera furono descritti dal Minister of Aerospace Michael Heseltine alla BBC Television come "ghoul, sfortunati ghoul". I rapporti secondo cui i servizi di soccorso pubblici erano ostacolati sono stati respinti durante l'inchiesta. Inoltre, alcuni testimoni hanno affermato che gli ingorghi erano il risultato delle operazioni di recupero e salvataggio, durante le quali la polizia ha chiuso la strada A30. Un capitano della BEA, Eric Pritchard, arrivò subito dopo la rimozione dei corpi e notò le condizioni dei rottami.
L'incidente è stato il peggiore disastro aereo nel Regno Unito fino all'attentato del Volo Pan Am 103 su Lockerbie, in Scozia, nel 1988. L'incidente è stato il primo nel Regno Unito che ha comportato la perdita di oltre 100 vite umane.

## Investigazione e inchiesta pubblica
Lunedì 19 giugno 1972 Heseltine disse alla Camera dei Comuni di aver diretto una Corte d'Inchiesta, un tribunale ad hoc popolarmente chiamato "inchiesta pubblica", per indagare e riferire sull'incidente. Le inchieste pubbliche hanno aggirato la consueta pratica britannica secondo cui l'Air Accidents Investigation Branch (AIB) indagava e riferiva sugli incidenti aerei e si svolgeva solo in casi di acuto interesse pubblico. Il 14 luglio, il giudice dell'Alta Corte Sir Geoffrey Lane è stato nominato commissario a presiedere l'inchiesta.
La comunità aeronautica britannica era diffidente nei confronti delle inchieste pubbliche per diversi motivi. In tali inchieste gli ispettori dell'AIB si trovavano su un piano di parità con tutte le altre parti e le relazioni finali non venivano redatte da loro, ma dal Commissario e dai suoi assessori. I procedimenti erano spesso contraddittori, con i legali delle famiglie delle vittime che tentavano regolarmente di assicurarsi posizioni per contenziosi futuri, e le scadenze venivano spesso imposte agli investigatori. La pressione sul lavoro causata dall'inchiesta Lane è stata accusata della morte di un ispettore senior dell'AIB che si è suicidato durante l'inchiesta.

### Indagini dell'AIB e inchiesta del medico legale
I due registratori dei dati di volo dell'aereo furono rimossi per un esame immediato e le indagini sul luogo dell'incidente furono completate entro una settimana. Il relitto del Papa India fu poi trasferito in un hangar presso il Royal Aircraft Establishment di Farnborough, Hampshire, per un parziale riassemblaggio volto a verificare l'integrità dei suoi sistemi di controllo di volo. Si tenne un'inchiesta sulle 118 morti, aperta il 27 giugno 1972.
Un Anatomopatologo dichiarò che il Capitano Key aveva una condizione cardiaca esistente, l'aterosclerosi, e aveva subito un evento arterioso potenzialmente doloroso causato dall'aumento della pressione sanguigna tipico dello stress, un evento che veniva spesso interpretato dal pubblico come un attacco di cuore. Era avvenuto "non più di due ore prima della morte e non meno di un minuto circa" secondo il parere del patologo fornito come prova durante l'inchiesta pubblica. In altre parole, Key avrebbe potuto subirlo in qualsiasi momento tra la fila nella sala equipaggio del Queens Building e novanta secondi dopo l'inizio della corsa di decollo (l'istante in cui iniziano le procedure di abbattimento del rumore). Il patologo non è stato in grado di specificare il grado di disagio o incapacità che Key avrebbe potuto provare. Lo stato medico di Key ha continuato a essere oggetto di "opinioni contrastanti di esperti medici" durante l'inchiesta e oltre.

### L'inchiesta Lane
L'inchiesta pubblica, nota come "Lane Inquiry", si aprì al Piccadilly Hotel di Londra il 20 novembre 1972 e continuò fino al 25 gennaio 1973, con una pausa nel periodo di Natale, nonostante le aspettative che si concludesse prima. Il documento è stato aperto da Geoffrey Wilkinson dell'AIB con una descrizione dell'incidente, mentre i legali dei parenti dei membri dell'equipaggio e dei passeggeri hanno poi presentato i risultati delle loro indagini private. In particolare, Lee Kreindler dell'Ordine degli avvocati di New York ha presentato affermazioni e argomenti che sono stati considerati tendenziosi e inammissibili da piloti e giornalisti. Si trattava di ipotesi sullo stato mentale del capitano Key, congetture sul suo stato fisico (Kreindler ha evidenziato disaccordi tra cardiologi statunitensi e britannici) e accuse sulla gestione della BEA. Le accuse sono state formulate utilizzando tattiche considerate "al limite dell'etica".
L'inchiesta ha anche condotto ispezioni sul campo, ha volato su veri Trident e ha "volato" con il simulatore BEA Trident, oltre ad osservare l'impianto di controllo dei sistemi di controllo Hawker Siddeley Trident. I suoi membri hanno visitato il relitto rimontato del G-ARPI a Farnborough e sono stati seguiti dalla stampa durante i loro movimenti. Essendo i fatti più o meno scoperti subito dopo l'evento, l'indagine è stata frustrata dalla mancanza di un registratore vocale nella cabina di pilotaggio montato sull'aereo dell'incidente.
I sistemi di avviso di stallo e di recupero dallo stallo sono stati al centro dell'inchiesta, che ha esaminato in dettaglio il loro funzionamento e il motivo per cui l'equipaggio di volo potrebbe averli ignorati. Si è scoperto che una valvola della pressione dell'aria a tre vie (parte del sistema di recupero dello stallo) era fuori posizione per un sesto di giro e il filo di bloccaggio che la fissava era mancante. Calcoli effettuati da Hawker Siddeley hanno stabilito che se la valvola fosse stata in questa posizione durante il volo, la riduzione della potenza del motore per la procedura di abbattimento del rumore avrebbe potuto attivare la spia che indicava una bassa pressione dell'aria nel sistema. Le indicazioni di guasto potrebbero essere apparse appena prima del decollo e potrebbero aver giustificato il ritardo di due minuti alla fine della pista. Un capitano che aveva volato con Papa India la mattina del volo dell'incidente non notò problemi tecnici e l'inchiesta pubblica rilevò che la posizione della valvola non aveva alcun effetto significativo sul sistema.
Il Rapporto Lane fu pubblicato il 14 aprile 1973. Intervenendo alla Camera dei Comuni, Heseltine rese omaggio al lavoro svolto dal giudice Lane, da Sir Morien Morgan e dal capitano Jessop per il lavoro svolto durante l'inchiesta sull'incidente.

### Risultati e raccomandazioni
Dalle analisi dei flight data recorder (i cockpit voice recorder erano assenti in quanto non obbligatori), da voli di prova sia al simulatore sia su veri Trident e da analisi sui rottami del velivolo, la commissione di inchiesta della Air Accidents Investigation Branch giunse a conclusione che le cause principali dell'incidente furono le seguenti:
- ritiro anticipato degli ipersostentatori di bordo d'attacco;
- mancato monitoraggio della velocità di volo e della configurazione del velivolo;
- mancato riconoscimento delle cause dello stallo;
- erronea disattivazione dei sistemi anti stallo.

Cause minori furono identificate in:
- presenza di un altro comandante in cabina come fonte di distrazione;
- condizioni di salute del comandante;
- scarsa esperienza da parte del secondo ufficiale;
- assenza di sistemi che prevenissero il ritiro degli ipersostentatori in condizioni non idonee;
- scarsa fiducia nei sistemi di protezione dallo stallo ritenuti eccedenti nelle compensazioni.

Come conseguenza di questo incidente, i cockpit voice recorder divennero obbligatori su tutti i velivoli passeggeri registrati nel Regno Unito con peso superiore ai 27.000 kg a partire dal 1973.
Le raccomandazioni includevano una richiesta urgente di registratori vocali nella cabina di pilotaggio e una più stretta cooperazione tra l'Autorità per l'aviazione civile e le compagnie aeree britanniche. Sebbene il rapporto coprisse lo stato delle relazioni industriali alla BEA, nelle sue conclusioni non se ne fece alcuna menzione, nonostante la sensazione degli osservatori che esso si fosse intromesso direttamente e completamente nella cabina di pilotaggio dell'aereo. BEA cessò di esistere come entità separata nel 1974, quando si fuse con la British Overseas Airways Corporation per formare British Airways. Una raccomandazione contenuta nel rapporto secondo cui tutti gli aerei civili da trasporto passeggeri registrati in Gran Bretagna con un peso totale superiore a 27.000 kg (60.000 libbre) dovrebbero essere dotati di registratori vocali in cabina di pilotaggio ha fatto sì che il loro montaggio diventasse obbligatorio sugli aerei di linea più grandi registrati in Gran Bretagna a partire dal 1973.
Una questione considerata secondaria durante l'inchiesta è stata la presenza del Capitano Collins nel posto dell'osservatore della cabina di pilotaggio. Il rapporto Lane raccomandava maggiore cautela nel consentire ai membri dell'equipaggio di volo fuori servizio di occupare i posti in cabina di pilotaggio e diffondeva la speculazione secondo cui Collins avrebbe potuto distrarre i suoi colleghi. Il rapporto rilevava che si è scoperto che il corpo di Collins teneva una bomboletta di deodorante per ambienti aerosol nella mano destra. Fonti vicine agli avvenimenti dell'epoca suggeriscono che Collins abbia svolto un ruolo decisamente più positivo tentando di abbassare i dispositivi d'avanguardia negli ultimi secondi del volo; Eric Pritchard, un capitano della Trident che fu il primo aviatore sul luogo dell'incidente, ricordò che un vigile del fuoco aveva dichiarato che Collins giaceva sul piedistallo centrale e notò lui stesso che i suoi auricolari erano caduti nel vano piedi destro dell'aereo. ponte di volo, diagonalmente di fronte al posto dell'osservatore, come ci si aspetterebbe se avesse tentato di intervenire come ultima risorsa.
Ci sono state proteste per lo svolgimento dell'inchiesta da parte della BALPA (che l'ha paragonata a un "picnic tra avvocati"), e della Guild of Air Pilots and Air Navigators che ha condannato le regole di prova adottate e il carattere contraddittorio del procedimento. Gli osservatori hanno inoltre segnalato un atteggiamento eccessivamente favorevole dell'inchiesta nei confronti della Hawker Siddeley, produttrice del Trident, e dei produttori dei sistemi dell'aereo. Il dibattito sull'inchiesta continuò per tutto il 1973 e oltre.
L'incidente ha portato a un'enfasi molto maggiore nella formazione sulla gestione delle risorse dell'equipaggio, un sistema di sensibilizzazione sulla sicurezza della cabina di pilotaggio che rimane in uso oggi.

## Vittime e memoriali

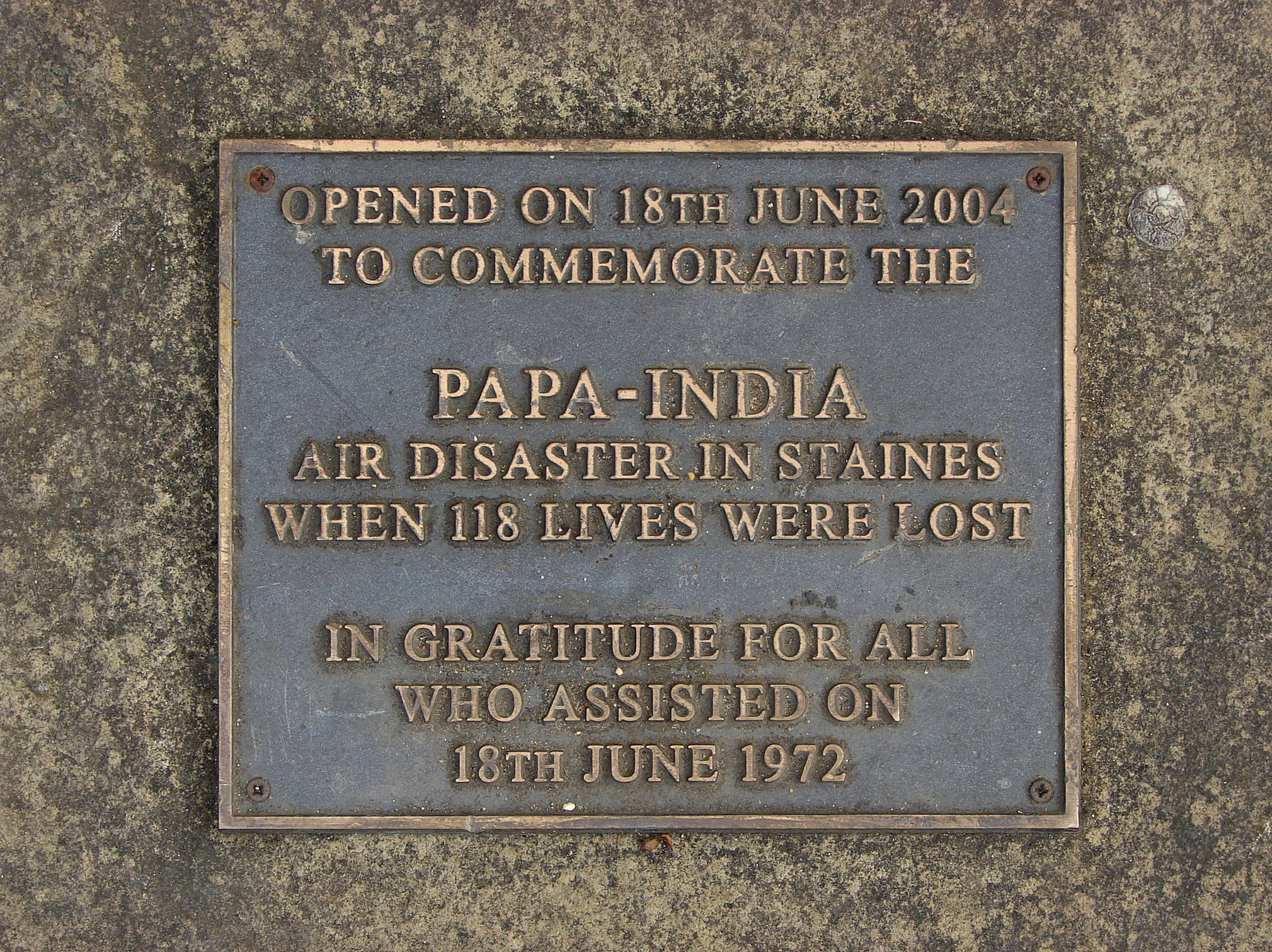
La targa sul memoriale dell'incidente aereo del Trident nel parco ricreativo di Waters Drive

Persero la vita tutte le 118 persone a bordo dell'aereo: 112 passeggeri e sei membri dell'equipaggio. Tra i passeggeri c'erano dodici importanti uomini d'affari irlandesi, compreso il capo della Confederazione dell'industria irlandese, che erano in viaggio verso Bruxelles per riunioni preparatorie all'adesione dell'Irlanda alla Comunità economica europea. A bordo era presente anche un gruppo di sedici medici e personale senior del Royal London Homeopathic Hospital e una panchina commemorativa in loro onore è stata collocata vicino al Great Ormond Street Hospital in Queen Square.
A bordo era presente anche l'ex funzionario della CIA Carmel Offie, che era stato licenziato per omosessualità, considerata all'epoca un fattore di rischio per la sicurezza.

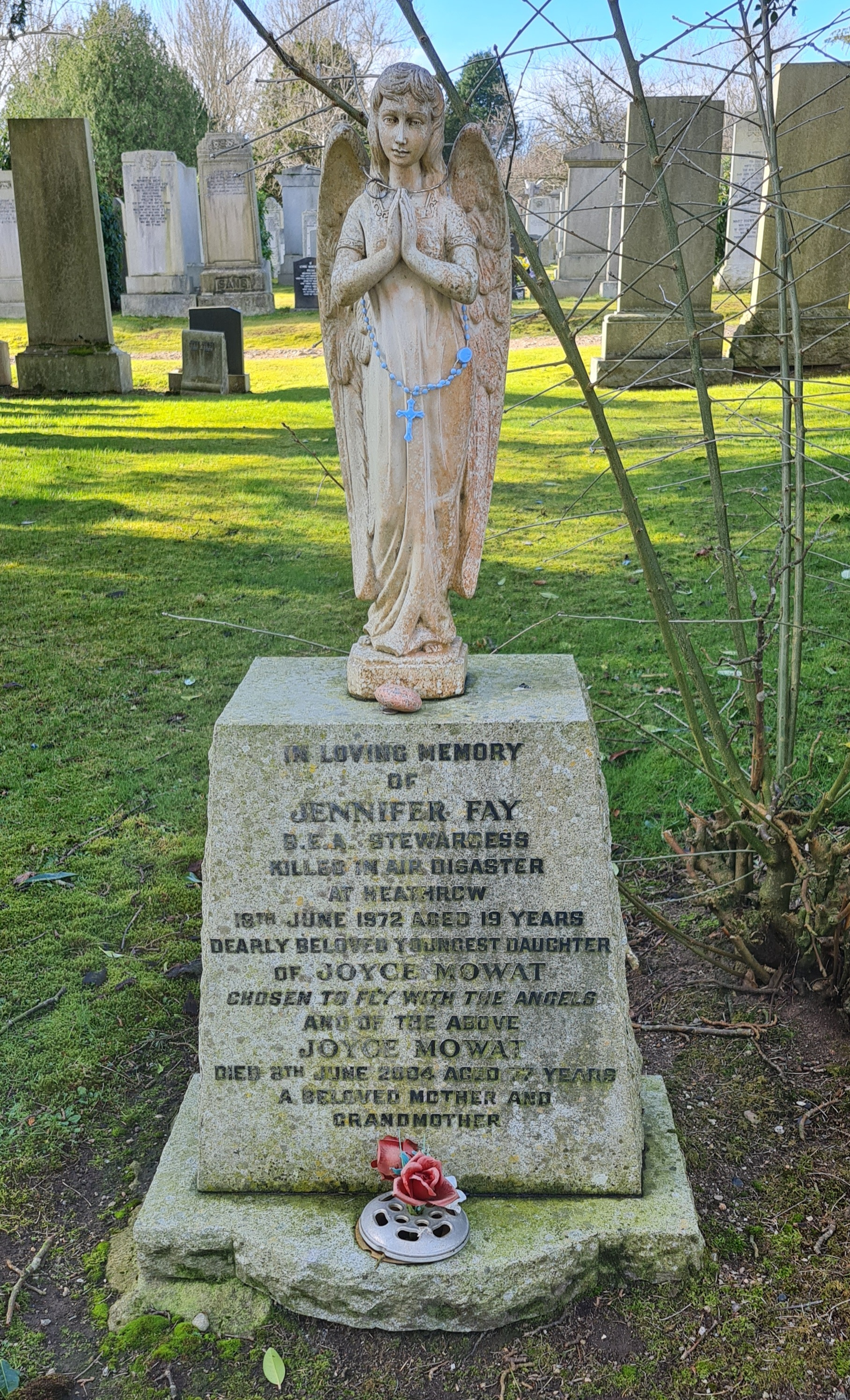
Lapide di Jennifer Fay Mowat nel cimitero di Springbank, Aberdeen

Il 18 giugno 2004 nella città di Staines sono state dedicate due commemorazioni a tutte le vittime. La prima è una vetrata nella St Mary's Church, dove il 18 giugno si tiene una cerimonia commemorativa annuale. Il secondo è un giardino vicino alla fine di Waters Drive nella Moormede Estate, vicino al luogo dell'incidente. Il 18 giugno 2022, cinquantesimo anniversario, si è svolta una cerimonia commemorativa alla quale hanno partecipato i parenti delle persone decedute, i membri dei servizi di emergenza, il Lord Luogotenente del Surrey, il parlamentare locale e il presidente della British Airways.

## L'incidente nella cultura di massa
La storia dell'incidente è stata presentata nella tredicesima stagione del programma televisivo canadese Indagini ad alta quota in un episodio intitolato "Il disastro di Staines" (noto come Air Disasters negli Stati Uniti e come Air Crash Investigation nel Regno Unito e nel resto del mondo ). La storia è stata anche descritta in un episodio di Air Crash Confidential prodotto da World Media Rights; realizzato al FAST Museum, Farnborough, Regno Unito utilizzando la cabina di pilotaggio di un Trident 3 (G-AWZI).